# Leonídas Kavákos
Leonídas Kavákos (en grec moderne : Λεωνίδας Καβάκος, né le 30 octobre 1967 à Athènes) est un violoniste grec. Il est l’un des virtuoses du violon les plus recherchés et il joue régulièrement avec les principaux orchestres du monde ainsi qu’en récital.

## Les débuts
Né à Athènes dans une famille de musiciens, Kavakos commence l’étude du violon à l’âge de cinq ans. Il poursuit ses études au Conservatoire national de Grèce avec Stelios Kafantaris. Une bourse de la Fondation Onassis lui permet ensuite d’assister aux cours de Josef Gingold à l’université de l'Indiana à Bloomington. Il fait son premier concert au Festival d’Athènes en 1984. L’année suivante, à l’âge de 18 ans, alors qu’il est le plus jeune participant, il gagne le concours international de violon Jean Sibelius à Helsinki et en 1986 il obtient la médaille d’argent du concours international de violon d’Indianapolis. Il remporte aussi les premiers prix de la Naumburg Competition à New York en 1988 et du concours de violon Paganini la même année, le tout avant l’âge de 21 ans.

## Performances

### Europe
Après le concours d’Helsinki, la réputation de Kavakos s’est vite établie en Europe. Il joue maintenant dans les principales salles de concert du continent, avec des orchestres de calibre mondial, incluant l’Orchestre philharmonique de Berlin et l’Orchestre philharmonique de Vienne. Il a joué dans plusieurs festivals, notamment ceux de Verbier, de Salzbourg où il a joué la première fois en 1994, de Lucerne et le Stars of White Nights. Depuis 1992, où il a interprété le concerto de Stravinsky au London Proms, il a joué partout en Grande-Bretagne avec de nombreux orchestres.

### Amériques
Kavakos fait ses débuts aux États-Unis en 1986 et donne divers récitals dans le pays l’année suivante. Il fait maintenant des tournées annuelles en Amérique du Nord et joue avec d’importantes formations dont les orchestres symphoniques de Chicago et de Montréal.

### Asie
Kavakos fait un début remarqué au Japon en 1988 incluant un récital au Casals Hall de Tokyo. Il fait par la suite des tournées au Japon avec le English Chamber Orchestra et donne des concerts avec l'Orchestre symphonique métropolitain de Tokyo et le Nouvel orchestre philharmonique du Japon. 

## Ses enregistrements
Après avoir gagné le concours Sibelius, Kavakos remporte une autre récompense prisée liée à Sibelius, le Gramophone Concerto of the Year Award pour la première mondiale sur l’étiquette BIS du concerto de violon de Sibelius autant dans sa version finale que dans la version originale de 1903-1904. Il enregistre plusieurs autres œuvres pour Delos et Finlandia, notamment de Debussy, Paganini, Schubert, Tchaikovsky, Wieniawski and Ysaÿe.
En 2006, il enregistre pour Sony/BMG cinq concertos de violon et une symphonie de Mozart comme soliste et chef d’orchestre de la Camerata de Salzbourg.

## Musique de chambre
Kavakos est un interprète accompli de musique de chambre. Non seulement participe-t-il à de nombreux festivals internationaux, mais il présente son propre festival annuel de musique de chambre dans sa ville natale d’Athènes. Il joue notamment lors de tournées avec la célèbre pianiste Yuja Wang.

## Direction d’orchestre
Kavakos est aussi chef d’orchestre. Il a été nommé principal artiste invité de la Camerata de Salzbourg en 2001, puis directeur artistique de 2007 à 2009, succédant à Sir Roger Norrington. Il interprète notamment la 4e symphonie de Brahms à la tête de l'Orchestre du Gurzenich de Cologne.

## Instruments
Leonídas Kavákos a joué sur plusieurs Stradivarius. Jusqu'en février 2010, il joue sur le Falmouth (1692) puis passe sur le Abergavenny (1724). Depuis 2017, il a acquis et joue sur le Willemotte, un Stradivarius qu'il avait eu l'occasion de tester en 1994 et dont les qualités sonores l'avaient profondément marqué,.
Leonídas Kavákos possède également 4 violons conçus et fabriqués par des luthiers contemporains : Florian Leonhard, Stefan-Peter Greiner, Eero Haahti et David Bagué.